# Melissa Rosenberg

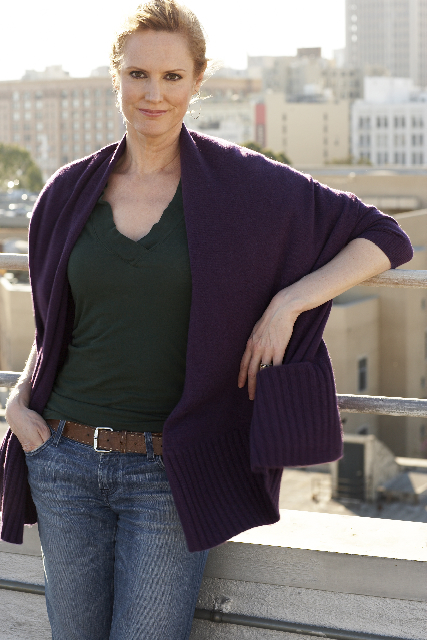
Melissa Rosenberg in 2009

Melissa Rosenberg is een Amerikaans schrijfster van scenario's voor film en televisie. Ze is algemeen bekend voor haar werk met betrekking tot de tv-drama's Dexter, The O.C., en Party of Five. Tevens schreef ze het scenario voor de film Step Up, en werkte ze mee aan Twilight, de verfilming van Stephenie Meyers roman Twilight.
Na het voltooien van een Bachelor's Degree in theater en dans aan het Bennington College in Bennington, werd Melissa lid van een klein improvisatie-dansgezelschap in New York. Ze hoopte zo choreografe te kunnen worden. Toen ze terugging naar de westkust, bleken veel van haar vrienden inmiddels te werken in de entertainmentindustrie. Geïntrigeerd begon ze een extra opleiding in film en televisie.
Melissa ging na deze studie schrijven voor verschillende tv-series, waaronder Dark Skies, Dr Quinn, Medicine Woman, The Magnificent Seven en Het Bureau.